# Євфалія Хатаєва
Євфалія Іванівна Хатаєва (Ваніна) (3 березня 1891, Курськ — 1945?, Франція) — камерна співачка (меццо-сопрано), представниця першої хвилі російської еміграції, життя і діяльність якої пов'язані з Україною. Дружина письменника Сергія Гусєва-Оренбурзького (1867—1963). Залишила спогади про зустрічі з багатьма відомими діячами культури свого часу. Документи сімейного архіву співачки зберігаються у Державному архіві Сумської області.

## Життєпис
Євфалія Іванівна Ваніна народилася 3 березня 1891 року в Курську. Її батько — Ванін Іван Сергійович, селянин за походженням, був володарем типографії. Мати — Клара Іванівна Ваніна (уроджена фон Лімбах), походила з німецького дворянського роду.
В сімнадцять років Євфалія закінчила гімназію у Харкові і вийшла заміж за контролера акцизних зборів Івана Хатаєва, осетина за національністю, але подружнє життя не склалося.
Євфалія Хатаєва закінчила Харківську консерваторію (1917, клас професора Ф. Бугамеллі). Брала уроки у М. Ю. П'ятницького в Москві.
Продягом багатьох років Хатаєва вела щоденник, де занотовувала не тільки свої думки, але й описувала трагічні події Жовтневого перевороту 1917 року та громадянської війни в Росії, свідком яких вона була. Співачка не мала якихось політичних переконань чи уподобань, тому її свідчення про події початку XX століття є об'єктивними і неупередженими.
Серед тих, з ким довелося зустрічатися Хатаєвій, були такі відомі особистості, як Марина Цвєтаєва, Максиміліан Волошин, Саша Чорний, Михайло Гнєсін, Юрій Завадський, Михайло Калінін.
В роки громадянської війни співачка гастролювала в Харкові, Сумах, Охтирці, Ростові-на-Дону, Москві від Всеукраїнської музичної спілки (1918) та пропагандистської деникінської організації ОСВАГ (1919).
В січні 1920 року стала дружиною письменника С. І. Гусєва-Оренбурзького. У вересні вони опинилися в Криму, а через рік — на Далекому Сході та в Китаї. В травні 1922 року Хатаєва виїжджає з Харбіна, а Гусєв-Оренбурзький лишається, їхнє сімейне життя на цьому переривається, хоч дружні стосунки залишаються назавжди. Співачка виступає в Тяньцзіні, Пекіні, Шанхаї.
Весною 1923 р. Хатаєва приїхала до Нью-Йорку. Підтримувала дружні стосунки з багатьма представниками російської еміграції. У лютому 1925 року брала участь у вечорі на честь Давида Бурлюка. У 1928 році Хатаєва виступала на Бродвеї в республіканському театрі з програмою «Москва у піснях». Художники Давид Бурлюк, Микола Фешин, Микола Циковський створили її портрети.
Після п'ятирічного перебування в США співачка повернулася до Європи, виступала в Парижі, Ніцці, Берліні, Монте-Карло. З 1929 року жила в Монако.
Крім концертної діяльності, Євфалія Хатаєва займалася літературною творчістю.
За спогадами матері, донька померла під час концерту, прямо на сцені. Сталося це десь між 1944 і 1945 роками. Місце поховання співачки невідоме.

## Репертуар
В репертуарі Євфалії Хатаєвої були вокальні твори композиторів М. Мусоргського, П. Чайковського, О. Аляб'єва, О. Даргомижського, І. Стравінського, С. Рахманінова, С. Прокоф'єва, К. Дебюссі, М. Равеля, О. Вертинського, пісні різних народів.

## Архів Євфалії Хатаєвої
Мати співачки Клара Іванівна Ваніна (1870—1962), яка з 1922 року перебувала разом з Євфалією в еміграції, 1947 повернулася до Сум, де жила її молодша донька Зінаїда Іванівна Ваніна (Самодаєва) (1897—1948), одружена з сумським лікарем-хірургом Самодаєвим. Мати передала особисті документи Є. Хатаєвої та С. Гусєва-Оренбурзького до Державного архіву Сумської області.
Сумська архівіста Людмила Покидченко дослідила документи Євфалії Хатаєвої (щоденники, спогади, листи, портрети і фотографії з присвятами тощо), які висвітлюють історію інтелігенції початку ХХ століття — події революції, громадянської війни, першої хвилі еміграції, і підготувала до друку альбом «Евфалия Хатаева о времени и о себе…». Презентація видання відбулася в грудні 2002 року в Сумській обласній універсальній науковій бібліотеці.